# 紐西蘭元紙幣
紐西蘭元紙幣（New Zealand dollar banknotes）是在紐西蘭、庫克群島、托克勞、紐埃和皮特凱恩群島流通的紐西蘭元紙幣，由紐西蘭準備銀行發行。自1999年開始，紐西蘭元紙幣使用塑膠印刷。現在的紐西蘭元紙幣是第七套紙幣，首次發行於2015年10月至2016年5月。新紙幣在設計上只有很小的變動，但增加了更多的防偽功能。